# Општина Кинтени (Клуж)
Кинтени (рум. Chinteni) општина је у Румунији у округу Клуж.
Oпштина се налази на надморској висини од 480 m.